# Монеты евро Латвии
Латвийские монеты евро — современные денежные знаки Латвии, которые были введены в обращение 1 января 2014 года. На национальной стороне монет в качестве отличительных знаков изображены:
- 1, 2 евро — женщина в национальном костюме[1];
- 50, 20, 10 центов — большой герб Латвийской Республики,
- 5, 2, 1 цент — малый герб Латвийской Республики.

Надпись на гурте монеты достоинством 2 евро — «DIEVS SVĒTĪ LATVIJU» («Боже, благослови Латвию» — это строка из Национального гимна).
Конкурс на чеканку латвийских монет начался 20 сентября 2012 года. 10 декабря того же года было объявлено, что латвийские монеты будут чеканить на монетном дворе Баден-Вюртемберга, в Германии. Производство началось в июле 2013 года.
С 2014 года чеканятся также памятные монеты евро Латвии.

## Дизайн национальной стороны
| 0,01 €                         | 0,02 €                         | 0,05 €                            |
| ------------------------------ | ------------------------------ | --------------------------------- |
|                                |                                |                                   |
| Малый герб Латвии              |                                |                                   |
| 0,10 €                         | 0,20 €                         | 0,50 €                            |
|                                |                                |                                   |
| Большой герб Латвии            |                                |                                   |
| 1,00 €                         | 2,00 €                         | Гурт двухевровой монеты           |
|                                |                                |                                   |
| Девушка в национальном костюме | Девушка в национальном костюме | латыш. «Боже, благослови Латвию!» |

## Тираж
| Номинал                                                                                      | €0,01      | €0,02      | €0,05      | €0,10      | €0,20      | €0,50      | €1,00      | €2,00      |
| -------------------------------------------------------------------------------------------- | ---------- | ---------- | ---------- | ---------- | ---------- | ---------- | ---------- | ---------- |
| 2014                                                                                         | 59 400 000 | 57 600 000 | 32 000 000 | 40 035 000 | 19 200 000 | 25 035 000 | 30 035 000 | 20 035 000 |
| 2015                                                                                         | 59 400 000 | 57 600 000 | 32 000 000 | 30 000     | 19 200 000 | 30 000     | 30 000     | 30 000     |
| 2016                                                                                         | 59 400 000 | 57 600 000 | 32 000 000 | 5 000      | 19 200 000 | 5 000      | 10 005 000 | 5 000      |
| 2018                                                                                         | 59 400 000 | 57 600 000 | 32 000 000 | —          | 19 200 000 | —          | —          | —          |
| Выделены те тиражи монет, которые были эмитированы только в качестве чеканки BU и/или Proof. |            |            |            |            |            |            |            |            |